# 소한 (공손연)
소한(紹漢)은 중국 삼국 시대 동북방의 세력가인 공손연이 사용했던 사연호(私年號)이다. 237년부터 238년까지 짧은 기간 동안 사용되었다. 위나라가 공손연 세력을 완전히 멸할 뜻을 보이면서 공손연은 이전에 오나라가 봉했었던 연왕(燕王)을 자처하고 연호도 새롭게 제정했지만 사마의에게 토벌당하였다.
같은 시기에 사용된 다른 연호로는 조위(曹魏)에서 사용한 경초(景初 : 237년 ~ 239년), 촉한(蜀漢)에서 사용한 건흥(建興 : 223년 ~ 237년), 연희(延熙 : 238년 ~ 257년), 오(吳)에서 사용한 가화(嘉禾 : 232년 ~ 238년) 등이 있다.

## 연대대조표
| 소한                | 원년            | 2년             |
| 서력                | 237년           | 238년           |
| 육십간지 (六十干支) | 정사(丁巳)      | 무오(戊午)      |
| 조위 (曹魏)         | 경초(景初) 원년 | 2년             |
| 촉한 (蜀漢)         | 건흥(建興) 15년 | 연희(延熙) 원년 |

## 같이 보기
- 중국의 연호

| 이전 연호 ' | 중국의 연호 연(燕) | 다음 연호 ' |